# 멀티미터

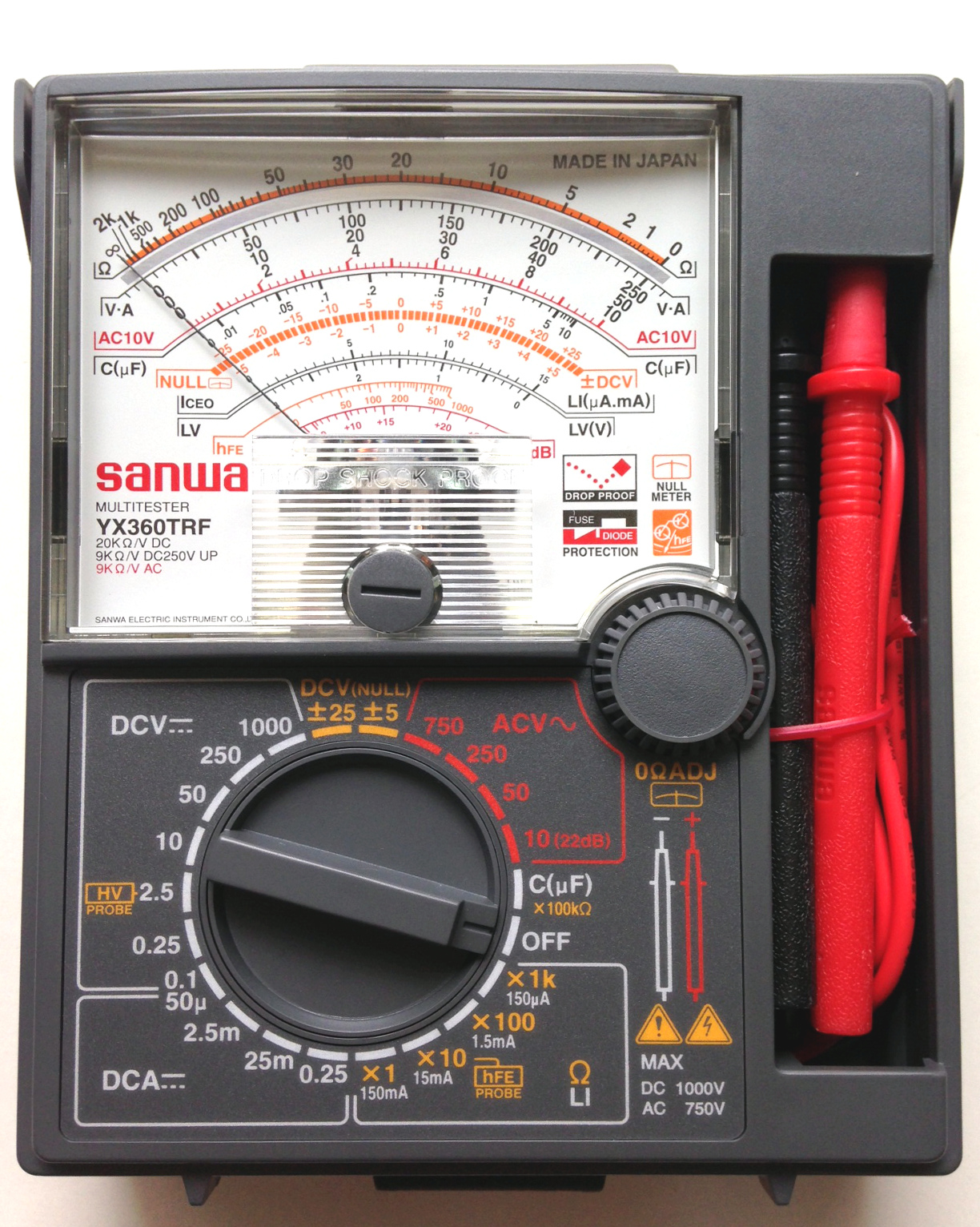
아날로그 멀티미터

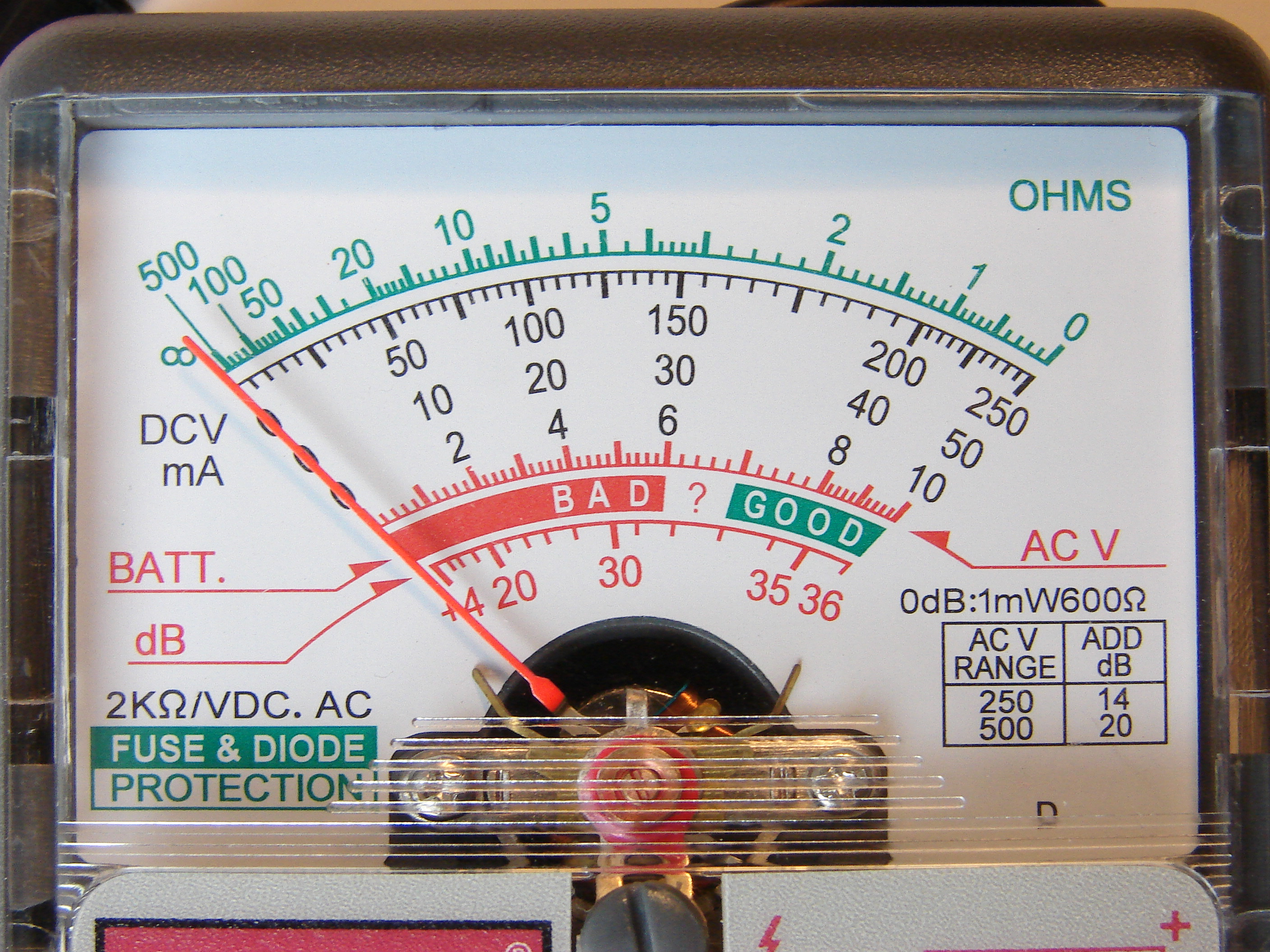
아날로그 멀티미터의 모습

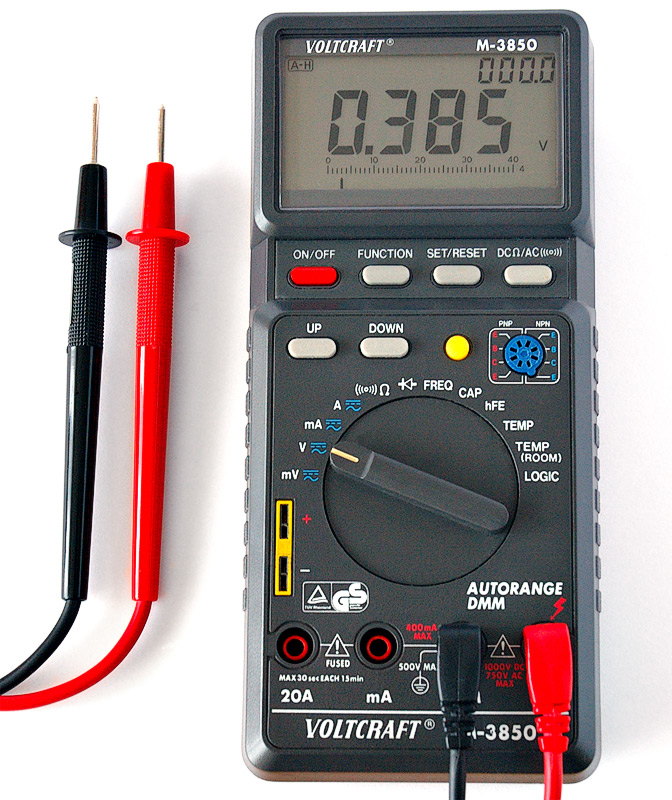
디지털 멀티미터

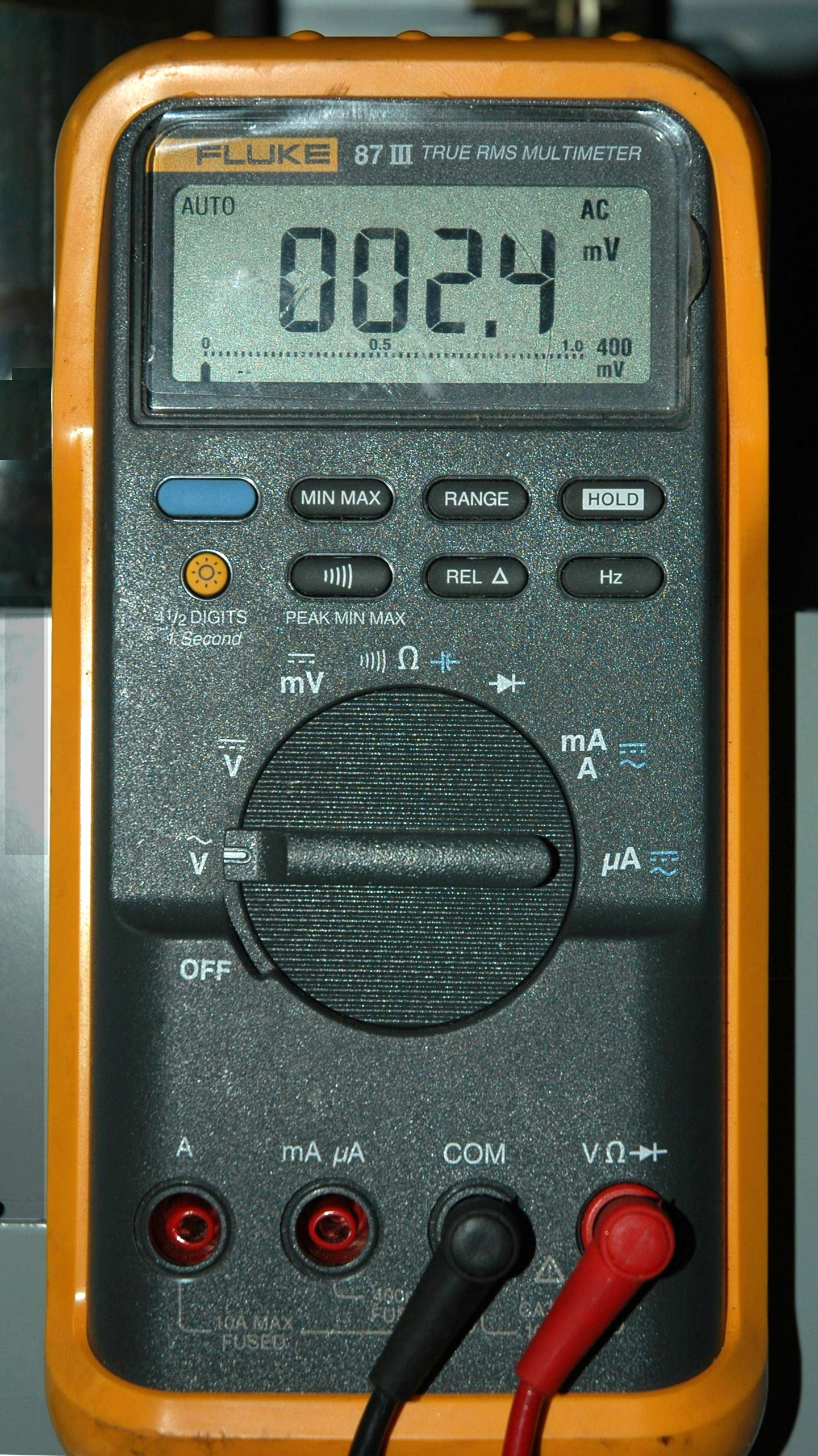
Fluke 디지털 멀티미터

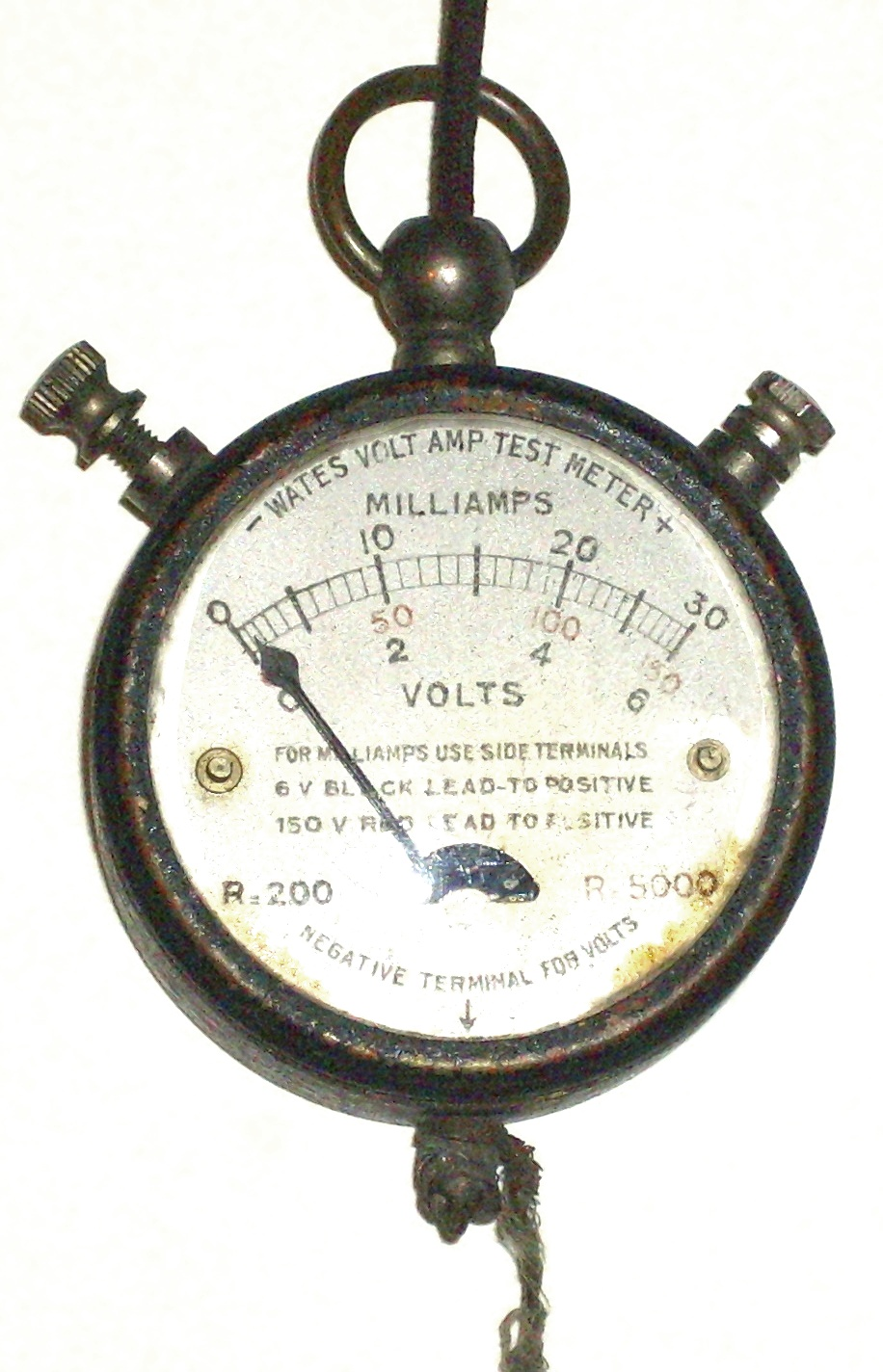
1920년의 휴대용 아날로그 멀티미터

멀티미터 (멀티테스터, 볼트/옴 미터 혹은 VOM)는 여러가지의 측정 기능을 결합한 전자 계측기이다. 전형적인 멀티미터는 전압, 전류, 전기저항을 측정하는 능력은 기본적으로 가지는 기능이며, 장치에 따라 기타 측정 기능이 추가되기도 한다.
아날로그 멀티미터 (혹은 영국 영어로 analogue multimeters)와 디지털 멀티미터 (종종 DMM 혹은 DVOM으로 간략화함)의 두 분류가 있다.
멀티미터는 휴대장치(hand-held) 장치로, 측정 대상의 기본적인 결점을 찾기 위한 벤치 기구로 유용하게 사용할 수 있는 계측기가 될 수 있다. 따라서 실무 작업에서 유용하고 매우 높은 정확도로 측정할 수 있다. 멀티미터는 전지, 모터 컨트롤, 전기 제품, 파워 서플라이, 전신 체계와 같은 산업과 가구용 장치의 넓은 범위에 있어 전기적인 문제들을 점검하기 위하여 사용될 수 있다.

## 측정
아날로그 방식과 디지털 방식은 차이가 있다.
- 아날로그 방식 : 무빙코일에 흐르는 전류에 따른 자장의 크기로 회전력을 얻는다.
- 디지털 방식 : 입력된 전압을 ADC을 통해 디지털화 한 후, LCD 숫자창에 표시한다.

디지털화 하려면 아날로그에 비해 부가적인 회로가 복잡하다.

### 저항 측정
저항 측정은 멀티미터 내부의 전지를 이용하여 외부의 프로브에 연결된 저항에 전압을 인가하여 전류를 측정한다.
- 아날로그 방식 : 저항에 인가된 전압에 따른 전류가 무빙코일과 연결되어 전류가 측정된다.
- 디지털 방식 : 외부 저항에 흐르는 전류에 따라, 멀티미터 내부에 저항을 삽입하여 전압을 얻어 ADC을 통해 수치화 한다.

저항을 측정할 때는 회로에서 분리하여 저항 단독으로 연결해야 한다. 회로에서 연결된 상태로 저항에 전압이 걸려 전류가 흐르고 있을 때, 멀티미터의 프로브를 연결하면 멀티미터의 전압인가와 외부 회로 전압인가가 중복되어 정확한 측정이 불가능하다.
회로에 연결된 저항은 전원이 없어 동작하지 않더라도 다른 부품이 저항치(다른 저항과 병렬 동작)를 갖기 때문에 회로에 연결된 상태로 저항을 측정하면 정확하지 않다.

### 전압 측정
프로브를 통해 외부에서 인가된 전압은
- 아날로그 방식 : 멀티미터 내부의 저항(고 임피던스)을 거쳐 전압을 내리고 이것을 무빙코일과 연결하여 전류가 흘러 측정된다.
- 디지털 방식 : 멀티미터 내부의 저항(고 임피던스)을 거쳐 전압을 내리고, 내부 저항에 걸린 전압을 ADC을 통해 수치화 한다.

### 전류 측정
대상의 위치에 대상과 직렬로 측정기를 연결한다. 예를 들어 특정 노드에 연결된 전선에 전류를 측정하려면 해당 전선을 절단하고 두 프로브를 삽입해야 전류가 측정된다. 만약 전선에 흐르는 전류를 측정하기 위해 전선에 프로브를 대면 저항이 0(이론적으로 0, 실제로 전선도 저항이 존재하나 너무 낮음)인 두 지점에 연결한 결과가 되어 전압이 나타나지 않기 때문에 측정이 불가능하다.
- 아날로그 방식 : 무빙코일과 연결하여 전류가 흘러 측정된다. 전류 크기에 따라 무빙코일과 다른 저항(병렬)을 결합한 회로를 사용하기도 한다.
- 디지털 방식 : 멀티미터 내부의 매우 낮은 저항을 삽입하여 걸린 전압을 ADC을 통해 수치화 한다.

전류 측정 시, 측정 위치에 삽입된 측정기는 매우 낮은 임피던스 값을가져야 대상 회로에 영향이 적다. 따라서 전류 측정 모드에 위치 시키면 저항이 매우 낮다. 이 상태에서 측정 대상에 병렬로 잘못 프로브를 사용하면 저항이 거의 없어지는 쇼트현상이 발생할 수 있다. 따라서 과전류를 방지하기 위해 내부에 휴즈를 사용하여 보호한다.